# Girart de Vienne
Girart de Vienne es una canción de gesta escrita en francés antiguo de finales del siglo XII (c. 1180) obra de Bertrand de Bar-sur-Aube. Narra la historia de los hijos de Garin de Monglane y sus batallas con el emperador Carlomagno, así como la amistad de los héroes Oliveros y Roldán.
El poema comprende más de 6000 versos decasílabos agrupados en laisses.  Probablemente se basa en un poema más antiguo hoy en día perdido. Fue muy popular hasta el Renacimiento, existiendo versiones posteriores en alejandrinos (siglo XIV) y hasta cinco versiones en prosa, incluyendo obras de David Aubert (en su Chroniques et conquestes de Carlomagno), Raffaele Marmora,  Jean d'Outremeuse, y la versión de prosa de Garin de Monglane.

## Argumento
En el comienzo, cada uno de los cuatro hijos de Garin de Monglane—Hernaut, Girart, Renier y Milon obtienen un feudo en posesión (Renier es el padre de Oliveros). Pero el hijo de Hernaut, Aymeri, se enoja al oír a la emperatriz alardeando de haber humillado a su tío Girart e incita los hermanos a responder. En un intento de acabar la guerra, Oliveros se enfrenta con el sobrino del emperador, Roldán, cerca de  Vienne, sin que ninguno venza. Al caer la noche, un ángel dice a los dos héroes que reserven sus fuerzas para batallar con los infieles, lo que hace que se juren amistad y Roldán se prometa con la hermana de Oliveros, Aude. Girart se reconcilia con el emperador pero antes que la boda de Roldán y Aude pueda tener lugar, un mensajero anuncia la llegada de sarracenos a Gascuña.

## Los "tres ciclos"
La obra es conocida por agrupar los chansons de geste o "Materia de Francia" en tres ciclos, cada uno de ellos nombrado según un carácter o figura ancestral: el "Geste du roi" (sobre Carlomagno y sus caballeros), el "Geste de Doon de Mayence" (sobre la rebelión contra la autoridad real de personajes como Renaud de Montauban y Girart de Roussillon), y el "Geste de Garin de Monglane" (centrado en Guillermo de Tolosa; y caballeros más jóvenes que buscaban tierra y gloria en combate contra los sarracenos). La descripción exacta es como sigue:

En Saint-Denis, la gran abadía, encontramos escrito (no lo dudo) en un libro de noble linaje que ha habido solo tres gestas en la bien defendida Francia (y creo que nadie discutirá conmigo).

La más señorial es la de los reyes de Francia.
La siguiente, es justo decir, es la de Doon de la blanca barba, aquel de Mainz de las muchas tierras. En su linaje había gente fiera y recia que hubieran tenido todo el señoría de Francia, su poder y su caballerosidad pero fueron orgullosos y celosos. De ese linaje, tan lleno de traición, era Ganelón, que con su traición causó gran pesar en la bien defendida Francia al cometer la gran felonía que causó la muerte en tierras paganas de los doce pares de Francia. Habréis oído contar muchas veces una canción sobre los grandes caballeros que de Ganelón descienden, fieros y valientes y de gran fama. Hubieran sido señores del entero dominio de Francia, pero había orgullo y traición en ellos. Por orgullo (digamos la verdad) muchos altos hombres cayeron a la tierra como si fueran ángeles del cielo (digamos la verdad), quienes por su crimen fueron arrojados en la prisión del infierno donde no sienten nada salvo eterno dolor. Perdieron la eterna mansión del cielo por su orgullo y locura. Así era la estirpe de Ganelon, que podía haber sido poderosa y famoso si no fuera por la traición. De este linage, que no hizo salvo el mal, es la segunda gesta.

La tercera, que da para muchas alabanzas, es la de Garin de Monglane de fiero rostro. De su linaje puedo bien testificar que no hubo un solo cobarde o inútil o traidor o adulador, sino que fueron sabios y valientes y buenos luchados y nobles guerreros. Ni una vez desearon traicionar a ningún rey de Francia; se esforzaron en ayudar a su verdadero señor y defender su honor en todas partes. Enaltecieron la cristiandad y confundieron y derrotaron a los sarracenos. Este Garin de fiero rostro tuvo cuatro hijos, no habiendo nunca caballeros más valientes, creo, que en ni un solo día dejaron de mostrar proezas. Su primer hijo, no os mentiré, fue el fiero Hernaut de Beaulande. El segundo, he oído decir, fue el digno de alabanzas Milón de Apulia. El tercero fue Renier de Génova y el cuarto lord Girart el guerrero.
Girart de Vienne líneas 8–67; traducción after J. J. Duggan 